# Danaë (Tintoretto)
Danaë är en oljemålning av den italienske manieristiske konstnären Tintoretto. Den målades omkring 1570 och är utställd på Musée des Beaux-Arts de Lyon. 
Motivet är hämtat från den grekiska mytologin och skildrar Danaë, dotter till kung Akrisios av Argos. När ett orakel förutsåg att Akrisios dotterson skulle döda honom spärrade han in den ännu barnlösa Danaë för att hindra profetian skulle gå i uppfyllelse. Zeus, som förälskat sig i prinsessan, tog sig dock in i hennes fängelse i form av ett guldregn och förförde henne. Danaë födde därefter sonen Perseus som många år senare av misstag dödade sin morfar med en diskus. Tintorettos målning  skildrar Danaë efter att Zeus förfört henne och lämnat blad av guld efter sig. 